# Kojkowice
Kojkowice (czes. Kojkoviceⓘ, niem. Kojkowitz) to część miasta Trzyńca w kraju morawsko-śląskim, w powiecie Frydek-Mistek w Czechach, tuż przy granicy z Polską. Jest to także gmina katastralna o nazwie Kojkovice u Třince (Kojkowice koło Trzyńca) i powierzchni 187,43 ha. 1 stycznia 2008 liczba mieszkańców wyniosła 287, a domów 85 (2009).
Kojkowice to stosunkowo młoda miejscowość na Śląsku Cieszyńskim, założona w 1776. Aż do początku XX w. miejscowe dzieci chcąc uczęszczać do szkoły musiały chodzić do pobliskich miejscowości, głównie Puńcowa. Zmieniło się to z wraz z wybudowaniem polskiej szkoły w latach 1902-1907, która następnie służyła przez 54 lata. Według austriackiego spisu ludności z 1910 roku miała 274 mieszkańców, z czego wszyscy byli polskojęzyczni, zaś w podziale według wyznania 57 (20,8%) było katolikami, 216 (78,8%) ewangelikami zaś 1 osoba (0,4%) była innego wyznania lub religii. Po podziale regionu w 1920 wieś znalazła się po stronie czechosłowackiej, a w październiku 1938 wraz z tzw. Zaolziem została zaanektowana przez Polskę, a na początku II wojny światowej do nazistowskich Niemiec. Po wojnie przywrócono stan sprzed października 1938. W 1960 Kojkowice znajdują się w administracyjnych granicach Trzyńca a rok później z powodu braku wystarczającej ilości dzieci zamknięte zostają obie miejscowe szkoły, polska i czeska (wybudowana w 1932, w tym okresie jedna z ostatnich czeskich szkół na Zaolziu).
Na terenie wsi, do 21 grudnia 2007 roku znajdowało się polsko-czeskie przejście graniczne Kojkovice - Puńców, które na mocy układu z Schengen zostało zlikwidowane.
Z Kojkowic pochodzą:  
- Paul Fox, misjonarz i działacz polonijny w USA
- Stanisław Zahradnik, polski historyk i działacz PZKO.